# Utemiljöpriset
Utemiljöpriset instiftades 1990 av Betongvaruindustrin i Sverige för att främja en god utemiljö. Priset tilldelas främst en arkitekt som på ett nyskapande sätt använt markbetongprodukter till ett nyligen färdigställt byggnadsverk eller utemiljö.
Det årligen utdelade priset består av ett resestipendium och en minnesplakett. Juryn har sedan 1993 bestått av studenter från avgångsklasserna vid Sveriges lantbruksuniversitets utbildning för Landskapsarkitekter i Alnarp under överinseende av lektor Ann Bergsjö.